# Poseur

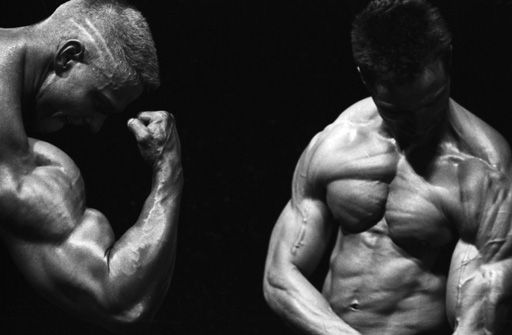
Poseur

Le poseur est une « personne qui étudie ses attitudes, ses gestes, ses regards pour produire de l'effet ». Il prend l'attitude d'une personne qu'il n'est pas, comme le modèle d'un corps qui pose devant l'artiste qui peint un héros de la mythologie. Le poseur cherche à s'identifier à un modèle non pas parce qu'il a adopté ses valeurs mais pour l'apparence qu'elle procure : un statut social et l'appartenance à un groupe de personnes. Le mot peut signifier, littéralement, « quelqu'un qui prend des poses ». En substance, un poseur est une personne qui essaye de paraitre différent de ce qu'il est en réalité. Le terme poseur est souvent utilisé dans les sous-cultures/contre-cultures comme le punk, le metal, le hip-hop et le gothique[pas clair].

## Contexte « punk »
Dans la contre-culture punk des années 1980, le mot poseur était utilisé dans les « zines » du mouvement punk pour désigner des personnes qui, du point de vue d'un autre membre de la contre-culture punk, n'a pas adopté les valeurs clés du punk.
La contre-culture punk a une grande étendue de points de vue politiques, de l'extrême gauche à l'anarchisme[réf. nécessaire]. Néanmoins, il y a des « valeurs clés » que partagent la plupart des membres des mouvements punks, entre autres : le défi au pouvoir, la critique des valeurs établies, des classes au pouvoir, le concept « DIY » (« Do It Yourself » en Anglais - ou « Fais-le toi-même »), éliminer l'injustice, etc.

## Contexte « metal »
Dans le contexte de la culture metalleuse, certains utilisent le terme pour décrire les groupes excessivement commerciaux comme les groupes glam amicaux de MTV. Jeffrey Arnett argumente que la sous-culture metal classifie les membres en deux catégories: « l'acceptation comme un metalleux authentique ou le rejet comme un truqueur, un poseur ». Les metalleux en général rejettent certains groupes de metal qui sont devenus trop commerciaux et qui ont un son trop propice à la radio. Les termes anglophones de « mainstream » et de « sell out » sont utilisés pour définir de tels groupes.
Ron Quintana a écrit que c'était difficile pour Metallica, qui était en train d'essayer de trouver une place dans la scène métalleuse Los Angeles au début des années 80, de jouer leur musique [heavy] et de conquérir un public dans un endroit où les poseurs régnaient et où tout ce qui était rapide et heavy était ignoré.
In 2002, Josh Wood a argumenté que la « crédibilité du heavy metal » en Amérique du Nord a été détruite par l'abaissement du genre pour « les musiques de films d'horreur, des évènements de catch et, le pire, soi-disant les groupes de « Mallcore » comme Slipknot, Limp Bizkit et Korn, [...] ce qui fait passer le vrai chemin fidèle du [métal] à un métal...périlleux et rempli de poseurs ».
Certains qualifient Metallica de poseur depuis la sortie du Black Album, un album synonyme d'un grand succès commercial et de leur départ du son thrash vers un son heavy metal avec un style plus doux.
Aussi, plusieurs metalleux mettent les groupes de nu metal et de metalcore dans cette catégorie à cause de leur musique qui entre trop dans la culture populaire et dans les genres de musique qui jouent à la radio et à la télévision.

## Hip-hop
(juin 2013).
Le contenu est difficilement compréhensible vu les erreurs de traduction, qui sont peut-être dues à l'utilisation d'un logiciel de traduction automatique.
Dans la scène hip-hop, l'authenticité ou street cred est importante. Larry Nager de The Cincinnati Enquirer écrit que rappeur 50 Cent a "gagné le droit d'utiliser les signes extérieurs de gangsta rap - les gesticulations de macho, les armes à feu, les drogues, les grosses voitures et les magnums de champagne. Ce n'est pas un poseur prétendant être un gangsta, il est la chose même ".
Une revue de This Are Music du rappeur blanc Rob Aston lui reproche ses «gesticulations faux-gangsta», l'appelant «un poseur faux-voyou croisé avec un junk punk" qui glorifie les armes, "bling, voitures, femelles, et de l'héroïne », au point qu'il semble être une caricature. Un article de 2004 sur BlackAmericaWeb déclare que Russell Tyrone Jones, plus connu comme le rappeur Ol' Dirty Bastard, n'était pas "un mec dur des « cités », comme les biographies officielles de sa maison de disque l'affirmaient. Après la mort par overdose de Jones, le père du rappeur a affirmé que « son défunt fils était un poseur hip-hop, contrairement à ce que les revues spécialisées de musique publiées à New York écrivaient". Le père de Jones fit valoir que l '« histoire d'après laquelle il avait été élevé dans le Fort Greene [Brooklyn] projets sur le bien jusqu'à ce qu'il soit un enfant de 13 ans était un mensonge total", mais plutôt, il a dit "leur fils a grandi dans un raisonnablement stable à deux parent, maison à deux revenus à Brooklyn ".
L'article se réfère également à un autre "poseur hip-hop des décennies précédent ", Lichelle "Boss" Laws. Alors que sa maison de disques l'a promue comme "le plus gangsta des filles gangstas", en la faisant poser "avec des armes automatiques", en lui attribuant des peines de prison et une éducation dans les "rues malfamées de Detroit", les parents de Laws affirment qu'ils l'ont placé  "dans une école privée et l'ont inscrite dans un collège en banlieue de Detroit" .
Comme hip hop a acquis une popularité plus mainstream, elle s'est étendue à de nouveaux publics, y compris le bien-to-do "blanc hip-hop enfants avec gangsta aspirations surnommé« Prep-School gangsters "par le journaliste Nancy Jo Sales. Ventes affirme que ces fans de hip-hop "portaient" Polo et les engins Hilfiger mode parmi les East Coast actes de hip-hop "et montaient centre-ville aux quartiers noirs de limousines avec chauffeur pour découvrir la vie de ghetto. Ensuite," pour se prémunir contre d'être étiqueté poseurs, la préparation lycéens ont commencé à voler l'engin que leurs parents pouvaient facilement se permettre ". Cette tendance a été soulignée dans The Offspring chanson "Pretty Fly (for a White Guy)".
Un article de Utne Reader de 2008 décrit la montée de la «Hipster Rap», qui «consiste en la culture la plus récente de MCs et DJs qui bafouent les modes classiques hip-hop, évitant vêtements amples et des chaînes d'or pour les jeans serrés, grandes lunettes de soleil, le keffieh occasionnels et autres pièges du mode de vie hippie ". L'article indique que cette "hippie rap" a été critiqué par le site de hip-hop Ünkut et le rappeur Mazzi, qui appellent les traditionnels rappeurs poseurs ou "pédés pour écoper le métrosexuel apparitions de hippie mode " Prefix Mag écrivain Ethan Stanislawski affirme : « Il y a eu une série de répliques en colère à la montée de hippie rap », qui dit qu'il ne peut se résumer en tant que «enfants blancs veulent l'altérité funky hip-hop [...] sans que toutes les personnes noires effrayants".